# Saint-Didier-sous-Riverie
Saint-Didier-sous-Riverie korábbi község (település) Franciaországban, Rhône megyében. 2017. január 1-jén Saint-Maurice-sur-Dargoire és Saint-Sorlin községgel egyesült és Chabanière új község része lett.
Lakosainak száma 1277 fő (2018. január 1.). Saint-Didier-sous-Riverie Saint-André-la-Côte, Saint-Joseph, Saint-Martin-la-Plaine, Saint-Romain-en-Jarez, Mornant, Riverie, Sainte-Catherine, Saint-Maurice-sur-Dargoire és Saint-Sorlin községekkel határos.

## Népesség
A település népessége az elmúlt években az alábbi módon változott:
| Lakosok száma | 1191 | 1232 | 1262 | 1277 |
|               | 2013 | 2015 | 2017 | 2018 |